# Kościół św. Paragoriusza w Noli

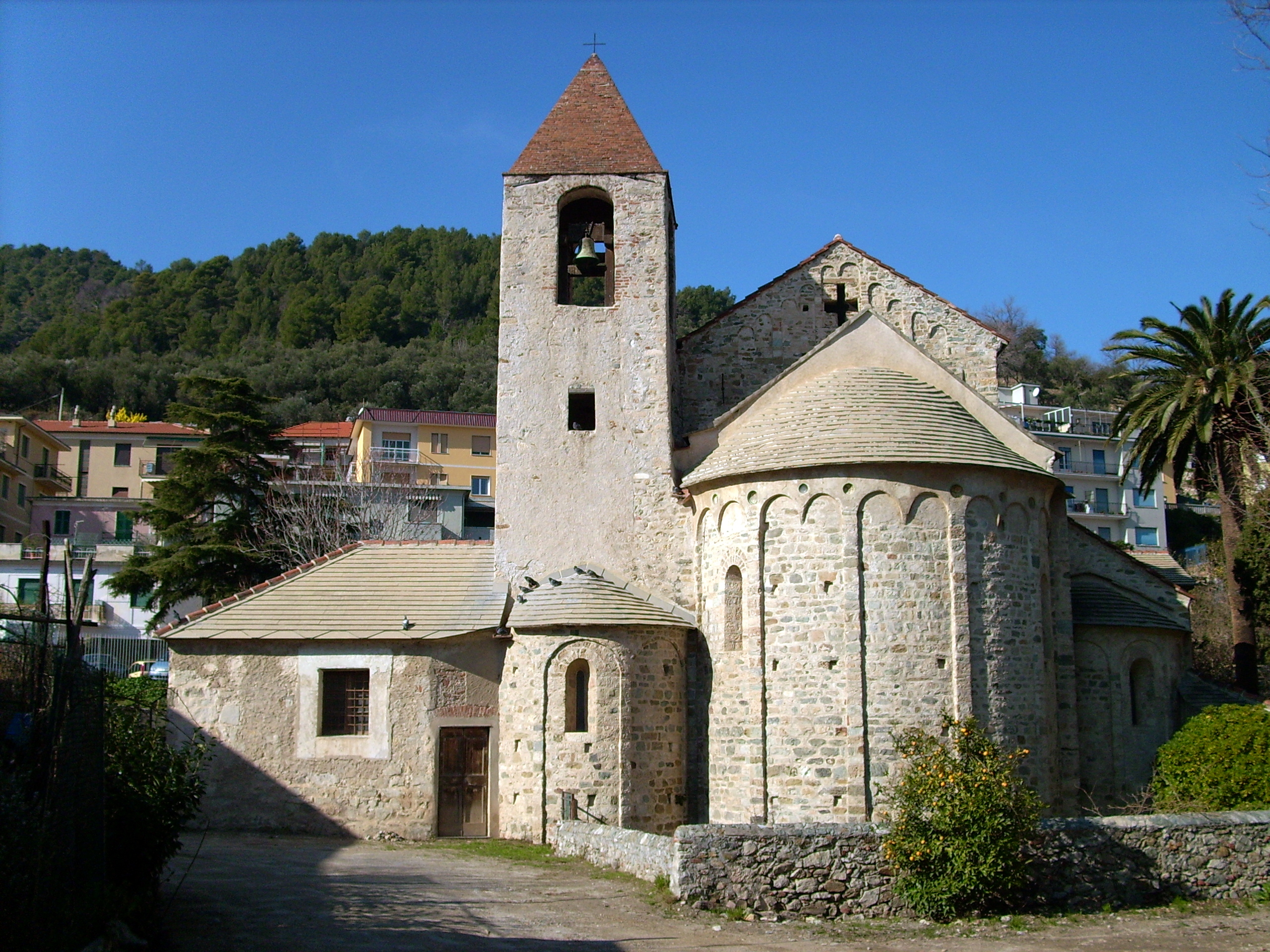
Bryła kościoła z absydą i wieżą

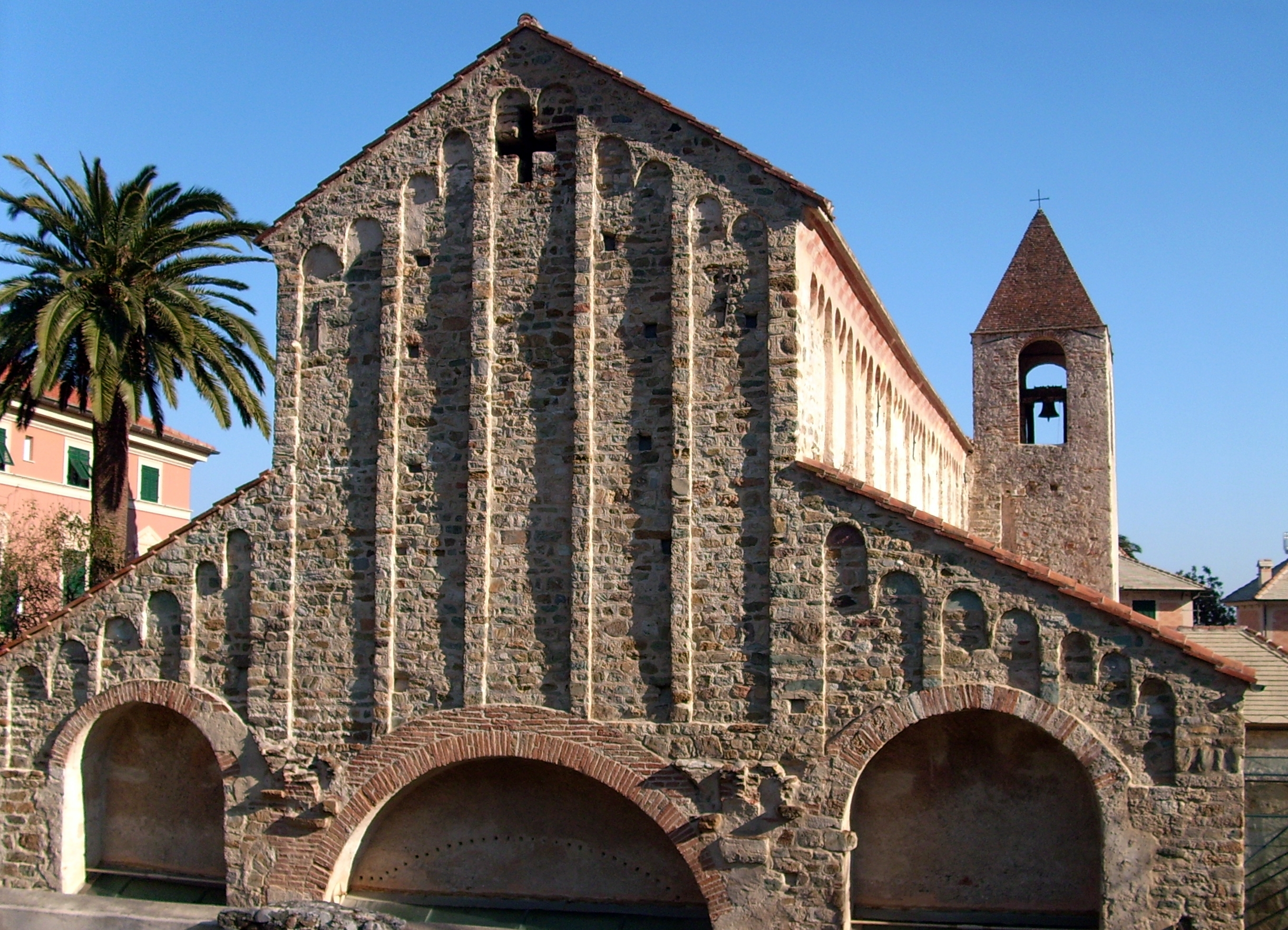
Fasada

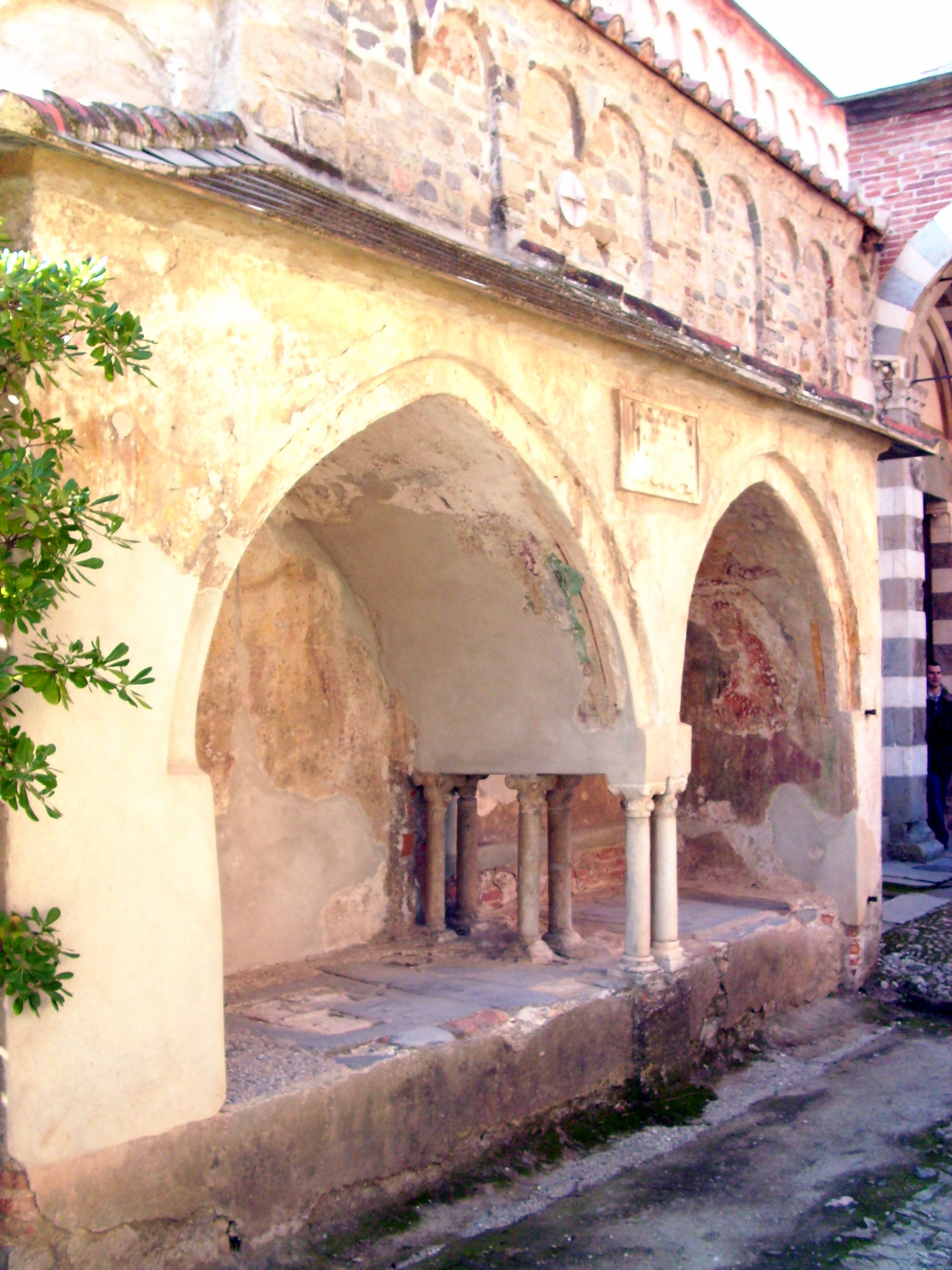
Grób w podwójnym arcosolium

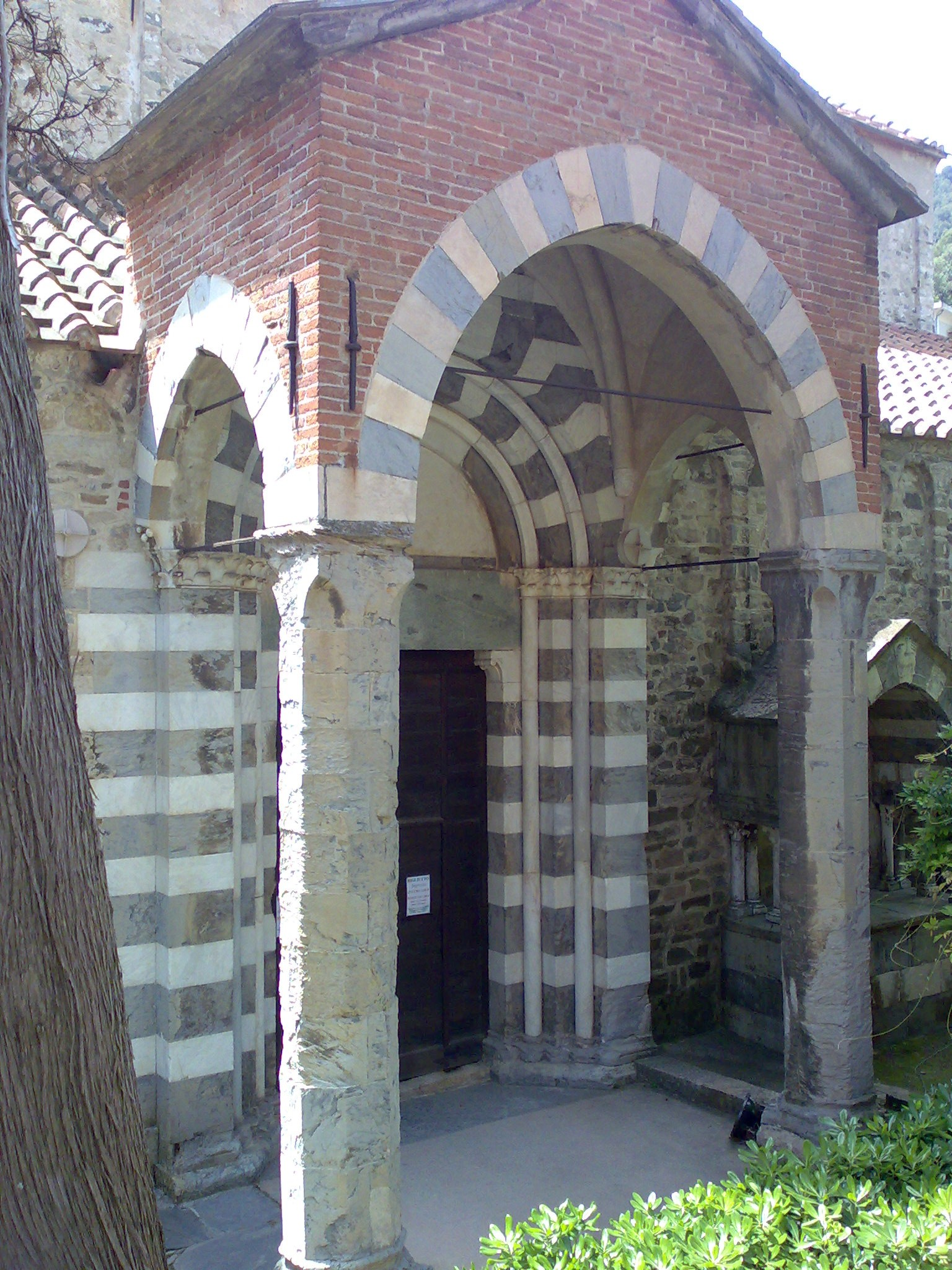
Wejście

Kościół św. Paragoriusza w Noli (wł. La chiesa di San Paragorio) – kościół znajdujący się poza średniowiecznymi murami miasteczka Noli we Włoszech. Jest to zabytek architektury romańskiej. Od 1890 roku jest wpisany na listę włoskich zabytków państwowych.

## Opis architektoniczny i dane historyczne
Kościół poświęcony jest św. Paragoriuszowi. Święty ten miał być żołnierzem służącym w Libii w III wieku n.e. Podczas prześladowań za czasów Dioklecjana schronił się na Korsyce, ochraniając jednego z biskupów. Tam też został odnaleziony i umęczony. W V/VI wieku jego relikwia przetransportowane zostały do Noli, gdyż wyspie zagrażały najazdy Wandalów. Obecność relikwii zaowocowało rozwojem kompleksu religijnego.
W historii budynku można wyróżnić dwie główne fazy: wczesnochrześcijańską (V-VI wiek) i romańską (XI wiek). Obecny kształt uzyskał po renowacji przeprowadzonej po trzęsieniu ziemi z roku 1887 pod kierunkiem architekta Alfreda D'Andrade.
Wejście usytuowane jest z lewej strony budynku. Składa się ono z krużganku i portalu opartego na dwóch kolumnach (XIII w.). Z lewej strony wejścia znajdują się dwa monumentalne groby w arcosoliach (XIII/XIV w.), udekorowane częściowo zachowanymi freskami przypisywanymi artystom lombardzkim. Z prawej strony wejścia znajduje się grób Gandolfa de Gasco (1272) z gotycką inskrypcją. Dalej, między budynkiem kościoła a otaczającym teren kościoła murem, zobaczyć można cztery wczesnochrześcijańskie sarkofagi (V/VII w.), odkryte podczas wykopalisk archeologicznych. Zewnętrzna część nawy głównej udekorowana jest szeregiem ślepych łuków i wmurowanymi islamskimi misami (obecnie wyjętymi w celach konserwacji, te widoczne są kopiami). Misy te są jednym z pierwszych przykładów takiej dekoracji na terenie Ligurii (datowane są na ok. 1050 r.). Na terenie wokół kościoła ważne wykopaliska archeologiczne przeprowadzone zostały w latach 70. XX w. pod kierunkiem Nino Lamboglii. Odkryte zostały pozostałości wczesnochrześcijańskiego baptysterium i późnoantycznej nekropolii. Późniejsze wykopaliska prowadzone przez Liguryjski Nadzór Archeologiczny odsłoniły także pozostałości osady rzemieślniczej i wczesnego budynku kościoła (VI w.).
Kościół podzielony jest na trzy nawy, każda zwieńczona półokrągłą apsydą. Nawa główna oddzielona jest rzędami masywnych filarów, które ozdobione są różnorodnymi formami. Na tych filarach spoczywają potężne półokrągłe łuki. Dach kościoła oparty jest na dekoracyjnym belkowaniu, którego oryginalny fragment wystawiony jest w lewej nawie. Do prezbiterium dociera się przez rampę. Ozdobione jest ono niszami leżącymi na ławie biegnącej przez całą długość apsydy. W niszach zobaczyć można piętnastowieczne freski, przedstawiające w centrum krucyfiks, po bokach śś. Piotra i Pawła. Na lewej ścianie prezbiterium znajduje się renesansowe marmurowe tabernakulum, noszące inskrypcję z imieniem fundatora, biskupa Noli, Vincenza Boverio (biskup w latach 1506-1519, krewny papieża Juliusza II). Na prawo od ołtarza stoi tron biskupi (z 1239 r.), z wyrytym herbem biskupa Noli, Paola Giustinianiego (biskup w latach 1459-1485). Do krypty zejść można jedną z dwóch klatek schodowych usytuowanych po obu stronach prezbiterium. Wzniesiona została ona w XI w. podczas konstrukcji kościoła romańskiego. Wcześniej w tym miejscu stały dwie proste kapliczki, datowane na IV-V w., zbudowane bezpośrednio na piaszczystym gruncie (wtedy podłoga krypty była poziomem gruntu, ok. 3 metrów poniżej dzisiejszego poziomu gruntu).
W krypcie zobaczyć można rzymskie monolityczne kolumny, wykorzystane ponownie przez średniowiecznych budowniczych do podpory nowego poziomu budynku. Wracając na parter, w prawej nawie usytuowana jest chrzcielnica do pełnego zanurzenia (odbudowana w 1889 r.). W tej samej nawie zobaczyć można także drewniany krucyfiks, tak zwane „Święte Oblicze”, z figurą umęczonego Jezusa w charakterystycznej długiej albie (colobium) orientalnego pochodzenia (datowanej na XII w.). Obok prezbiterium z lewej strony znajduje się kazalnica (także odbudowana w 1889 r. z nielicznych zachowanych marmurowych fragmentów). Poniżej kazalnicy widoczny jest okrągły kamień nagrobny, upamiętniający Dominia Verdane (pana z Noli, datowany na 1296 r.). Płyta złożona jest z kawałków łupku i białego marmuru, w typowo liguryjskim stylu dekoracyjnym. Na ścianach naw bocznych podziwiać można piętnasto- i szesnastowieczne obrazy. Wśród nich obecny jest jeden przypisywany Terry’emu Piaggio, przedstawiający św. Paragoriusza jako wojownika na koniu, wraz z jego kompanami oraz Maryją z Dzieciątkiem.